# Cinara commatula
Cinara commatula är en insektsart som beskrevs av Hottes och Essig 1954. Cinara commatula ingår i släktet Cinara och familjen långrörsbladlöss. Inga underarter finns listade i Catalogue of Life.